# Eduardo António Prieto Valadim
Eduardo António Prieto Valadim (Santa Isabel, Lisboa, 13 de Junho de 1865 — Niassa, Moçambique, Janeiro de 1890), mais conhecido por Tenente Valadim, foi um herói das campanhas de conquista e pacificação que Portugal desenvolveu nas suas colónias em finais do século XIX. No contexto de exacerbada humilhação nacional que se seguiu ao ultimato britânico de 1890, a morte do Tenente Valadim, atribuída a maquinações britânicas, desencadeou uma gigantesca vaga de propaganda patriótica de que resultou a atribuição do seu nome a inúmeras ruas e praças de Portugal e dos seus então territórios coloniais.

## Biografia
Eduardo António Prieto Valadim nasceu a 13 de junho de 1865, na freguesia de Santa Isabel, em  Lisboa, onde foi batizado a 16 de agosto de 1865, como filho do oficial naval Eduardo Augusto Valadim, natural da freguesia de Santos-o-Velho, Lisboa, e de sua mulher Irene Adelaide Prieto, natural da freguesia de Angústias, ilha do Faial, Açores. Era de origem espanhola da parte materna. Teve por padrinhos Gabriel Peres, cônsul-geral do Uruguai no Rio de Janeiro, e sua mulher.
Entre 1876 e 1883, frequentou o Colégio Militar. Assentou praça, como voluntário, no Regimento de Caçadores N.º 2, como Primeiro Sargento graduado em aspirante. Matriculou-se na Escola do Exército, mas não chegou a concluir o curso. A 24 de Novembro de 1884, foi promovido a alferes e nomeado para o Ultramar português. A 22 de fevereiro de 1885, embarcou para Moçambique, onde integrou a guarnição da ilha de Moçambique. Entretanto o seu pai foi também colocado em Moçambique com as funções de chefe do estado-maior da Divisão Naval do Índico.
No ano seguinte, com a chegada do novo governador-geral Augusto de Castilho, foi nomeado ajudante-de-campo do governador, iniciando um conjunto de viagens pelas guarnições da colónia que lhe permitem conhecer quase totalidade do território que então se encontrava sob soberania portuguesa nas costas de Moçambique (por exemplo, Zanzibar e Rios de Sena). Nesse período participou em diversas campanhas militares, no contexto das Campanhas de Conquista e Pacificação cuja intensificação, na sequência da Conferência de Berlim, tinha sido ordenada pelo Governo português. Destacou-se na guerra contra os vátuas e na expedição que tomou as terras em torno da baía de Tungue.
Em 1888 adoeceu gravemente, o que motivou o governador-geral a ordenar o seu regresso a Quelimane. Valadim regressou ainda à capital da província de Moçambique, Ilha de Moçambique, na sequência de um agravamento do seu estado de saúde. tendo obtido licença da Junta de Saúde para ser evacuado para a Cidade do Cabo e, pouco depois, para Lisboa, para onde partiu acompanhado por seu pai e onde chegou em agosto de 1888. Restabelecido, mas ainda convalescente, a 18 de Fevereiro de 1889 parte para Moçambique, onde reinicia as suas funções, na sequência das expedições de António Maria Cardoso à zona do Niassa, onde este conseguiu garantir a vassalagem dos régulos locais ao monarca português. A 13 de junho de 1889, foi promovido ao posto de tenente e condecorado com o grau de Cavaleiro da Ordem de Cristo, pelos seus feitos em África. Foi nomeado ajudante de campo do governador-geral de Moçambique, João António das Neves Ferreira, e tentou enveredar por uma missão ao Ibo, onde dominava o régulo Mataca, mas não obteve carregadores.
Numa missão que visava consolidar a presença portuguesa nas margens do Lago Niassa, onde as forças do régulo muçulmano Mataca III, de seu nome Ce Bwonomali Mkandu, filho de Ce Kundenda, periodicamente desencadeavam razias sobre a vizinha possessão britânica da Niassalândia, partiu a 6 de Outubro de 1889 para terras de Quelimane e do lago Niassa. Nesta expedição era acompanhado pelo aspirante Manuel Tomás de Almeida, 50 sipais e landins armados e 250 carregadores.
A expedição foi bem recebida pelas terras por onde passou, nas quais foi hasteando a bandeira portuguesa que cerimoniosamente era oferecida aos chefes locais. No seu percurso incorporou como guia e salvo-conduto um filho do régulo Nhembi, de um dos povos vizinhos e aliados de Mataca.
Depois de seis dias de marcha, a expedição entrou em terras de Mwembe e chegou ao povoado de Pegogo onde se encontrava o régulo Mataca, sendo aparentemente bem recebida e alojada numa grande casa. O régulo aceitou os presentes da praxe, sendo combinado proceder à cerimónia do hastear da bandeira na manhã seguinte, por se aproximar o pôr-do-sol.
No dia imediato, pelas 7 horas da manhã, o tenente Valadim, o aspirante Manuel Tomás de Almeida e o criado José hastearam a bandeira nacional. De imediato alguns dos homens que assistiram à cerimónia tentaram derrubar a bandeira, ao que os militares portugueses se opuseram com firmeza, o que provocou a escalada do incidente, pois, entretanto, chegou o régulo Mataca com um grupo de gente armada.
Estando os portugueses e os seus aliados africanos em minoria, sem qualquer palavra e sem a menor hipótese de defesa, Mataca agarrou o tenente Valadim e de um só golpe decepou-lhe a cabeça. O aspirante Tomás Almeida, o criado José, os sipais, landins e os carregadores mais velhos foram aprisionados e sujeitos a sevícias antes de serem degolados. Os restantes africanos foram escravizados.
Quando, meses depois, a notícia do incidente chegou a Portugal, galvanizou o país inteiro. Sendo a matança atribuída a intrigas britânicas, causou uma profunda indignação num momento em que a humilhação resultante da cedência ao ultimato britânico de 11 de Janeiro de 1890 já exacerbara o patriotismo dos portugueses. A emoção foi imensa e repetiram-se manifestações patrióticas por todo o lado.
Neste ambiente de quase histeria patriótica, quando a Câmara Municipal de Lisboa deliberou dar o nome de Tenente Valadim a uma das ruas da cidade, a imprensa da época desencadeou uma campanha para que o acto fosse repetido em todas as cidades e vilas do império. A intensa propaganda patriótica levou a que o exemplo se tenha propagado, sendo ainda hoje o topónimo Tenente Valadim um dos mais comuns de Portugal, estando presente em 34 localidades.
Coube a Guerra Junqueiro apresentar na Câmara dos Deputados uma proposta para que o tenente Valadim fosse proclamado Benemérito da Pátria e para que fosse atribuída uma pensão à sua inexistente viúva.
Na sequência do incidente foram organizadas diversas expedições punitivas, as quais não tiveram êxito perante a tenaz resistência dos povos do Niassa. Apenas em Setembro de 1912 uma expedição que integrava o dr. Mata Dias, director da Companhia do Niassa, comandada pelo capitão Pottier de Lima, chefe do concelho de Metalika, com guerreiros waYao do régulo Metalika e nianjas de Metangula e Cóbuè, invadiu Mwembe a fim de subjugar Mataca. Não houve resistência e Ce Cisonga abandonou as suas terras passando-se para a África Oriental Alemã com 45 000 dos seus súbditos. A expedição conseguiu arrasar finalmente a capital de Mataca, erguendo no local onde o tenente Valadim e os seus companheiros foram chacinados um forte que recebeu o nome de Forte Tenente Valadim. O local deu origem a uma base aérea durante a Guerra Colonial Portuguesa. Nas imediações foi construído um povoado que ainda retém o topónimo de Valadim, sede da Circunscrição de Valadim.
Subsistem ruas com o seu nome em múltiplas localidades, incluindo nas cidades de Lisboa, Porto, Leiria e Cascais.